# Distorsión de la proyección perspectiva

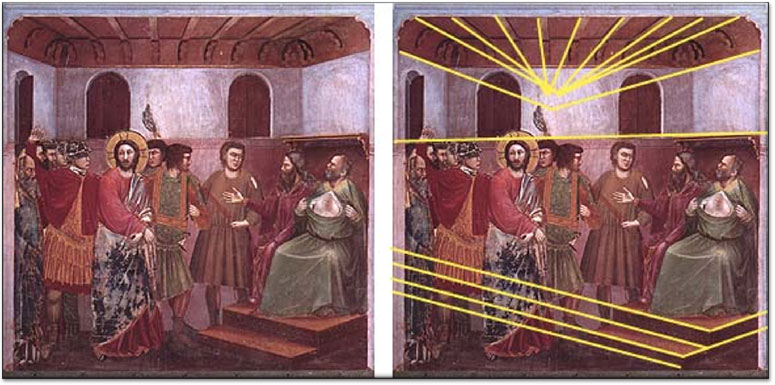
Jesús ante Caifás, de Giotto (1305). Las vigas del techo muestran la introducción de Giotto de la perspectiva convergente. Sin embargo, un análisis detallado (imagen de la derecha), revela que el techo tiene un punto de fuga inconsistente y que el estrado de Caifás está en perspectiva paralela, sin punto de fuga.

Esta página trata sobre la proyección gráfica en perspectiva, específicamente sobre la distorsión.
La distorsión de la proyección perspectiva es un fenómeno inherente al mecanismo que permite a un dibujante o artista producir una perspectiva lineal sobre una superficie plana mediante un protocolo geométrico, que conlleva la inevitable deformación del espacio tridimensional cuando se "proyecta", es decir, se dibuja, sobre una superficie bidimensional.
Las palabras proyectado/proyección en el presente artículo se refieren al uso gráfico de líneas mediante un procedimiento establecido para simular la trayectoria de los rayos de luz desde un punto de vista (la ubicación de un supuesto observador) hasta las aristas y esquinas de un objeto en el espacio, creando así una imagen mediante los puntos de intersección de estas líneas rectas (visuales) con un plano de proyección.
Ningún tipo de proyección puede representar perfectamente las imágenes del espacio tridimensional en un plano de proyección, debido a la imposibilidad de desarrollar sobre una superficie plana la imagen real proyectada sobre la superficie esférica de la retina.  Esta es una distorsión del dibujo en sí misma, llamada distorsión de la proyección en perspectiva, y se refiere a la diferencia entre el dibujo y la forma en la que se ven los propios objetos reales.
Existe otra distorsión, causada por la diferencia entre la posición del punto de vista desde el que se generó un dibujo (con respecto al plano del dibujo) y la posición del espectador respecto al propio dibujo. Estas dos distorsiones coexisten simultáneamente. En el caso especial, y el único caso, en el que las imágenes en perspectiva aparecen afectadas solo por la distorsión de la proyección en perspectiva, el observador real debe ver las imágenes en perspectiva precisamente desde la misma posición relativa respecto al dibujo del punto de vista desde el que se generó la perspectiva. 
La visión humana real y la proyección en perspectiva deben (a menos que se desee algo distinto) tener el mismo aspecto. La diferencia debe ser imperceptible. La base para calificar la calidad de la proyección en perspectiva es la visión real y la diferencia entre ambas es la distorsión de la proyección en perspectiva. No se debe considerar que la visión humana normal presente distorsión a menos que esté involucrado algún factor perturbador (como el astigmatismo o la miopía). La distorsión en la visión humana aparece cuando hay un problema visual involucrado. El uso de lentes también puede causar, modificar o evitar estas distorsiones. En fotografía una lente puede magnificar la distorsión. 

## Desarrollo histórico
La base fisiológica del escorzo visual no se definió hasta el año 1000, cuando el matemático y filósofo árabe, Alhacén, en su obra Perspectiva, explicó por primera vez que la luz se proyecta de forma cónica en el ojo.  Hubo que esperar otros trescientos años para disponer de un método para representar sistemáticamente la geometría generada por la intersección de visuales en una superficie plana.  El artista italiano Giotto pudo haber sido el primero en reconocer que la imagen percibida por el ojo aparentemente está distorsionada (escorzada): en el ojo, las líneas paralelas parecen cortarse (como los bordes distantes de una carretera), mientras que en la naturaleza real (sin distorsionar) no lo hacen.  Uno de los primeros usos de la perspectiva fue en la pintura Jesús ante Caifás, de Giotto, más de 100 años antes de que los trabajos de Filippo Brunelleschi pusieran las bases del uso generalizado de la perspectiva convergente en el Renacimiento. 

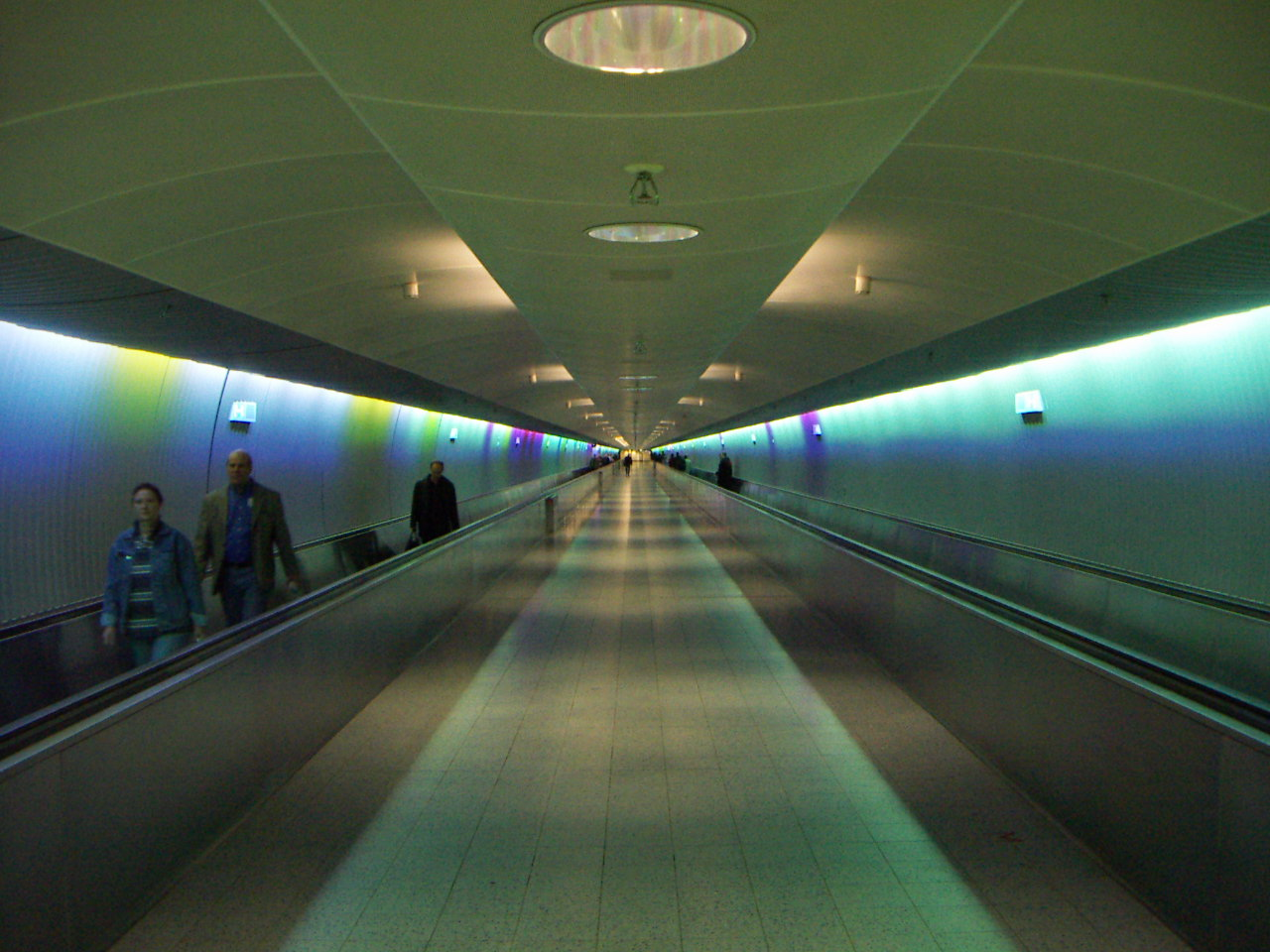
Un pasillo rodantes en el Aeropuerto Internacional de Frankfurt, que muestra una distorsión de perspectiva en la que las líneas paralelas parecen converger en un punto.

La "proyección de perspectiva artificial" fue el nombre dado por Leonardo da Vinci a lo que hoy se llama "proyección de perspectiva clásica" y, como se señaló anteriormente, es el resultado de un procedimiento geométrico.  Aquí se utiliza el término "proyección perspectiva artificial" en lugar de "proyección de perspectiva clásica", para reconocer la prioridad de Leonardo en el desarrollo del concepto. 
"Proyección perspectiva natural" es el nombre que da Leonardo a la proyectiva, es decir, a la luz reflejada, a la imagen vista por el ojo humano y que es imposible de reproducir en una superficie plana.

## Causas

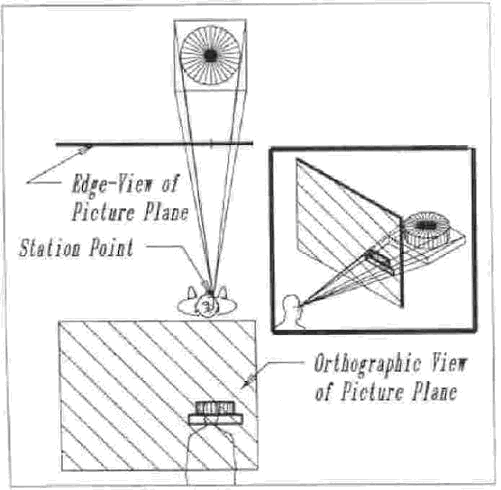
Fig. 1 Comparación de la vista humana con una proyección en perspectiva. El objeto y la imagen son indistinguibles para un espectador situado en el Punto de Vista

Las figuras 1 y 2 ilustran el principio de una proyección perspectiva artificial.  La imagen de una proyección perspectiva artificial aparece en el plano de proyección (P). El ojo de un supuesto observador se coloca en el punto de vista (S). 
En la Figura 1, este ojo humano ve el objeto y la imagen del objeto como si el plano de proyección no existiera.  Es decir, para el ojo situado en el punto de vista, la imagen del objeto es casi indistinguible del objeto en sí mismo (la única diferencia es una distorsión de proyección perspectiva mínima). 

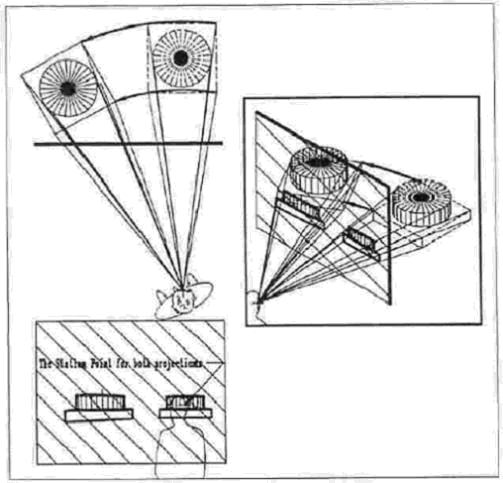
Fig.2 Al girar un objeto alrededor del punto de vista, manteniendo la misma cara hacia el espectador, se debe producir una imagen sin cambios para el espectador, pero en la práctica se produce una imagen distorsionada en el plano de proyección

La Figura 2 muestra el objeto a ser girado respecto a la posición del ojo a una nueva posición, mientras mantiene su cara original hacia el ojo.  En una vista natural, si el ángulo de giro no es amplio, incluso si el observador no girara junto con el objeto, la nueva imagen del objeto parecería igual al ojo que en la posición original porque se proyecta hacia la retina, que es cóncavo.  O para decirlo de otra manera, incluso si el observador mira la imagen en una dirección distorsionada (sesgada), la imagen no a parece distorsionada a simple vista. 
Pero debe tenerse en cuenta que la imagen de la proyección artificial del objeto en su nueva posición es diferente de la imagen de la proyección artificial original.  En otras palabras, las dos imágenes de la proyección artificial son diferentes porque los ángulos de intersección de las visuales al intersecarse con el plano de proyección, son diferentes.  La imagen pivotada exhibe así una distorsión obvia con respecto a la imagen inicial antes de girar el objeto. 
En la proyección artificial, para evitar distorsiones adicionales, se supone que el observador debe girar junto con el objeto.  Esto significa que la línea de visión del observador, que se dirigió al centro del objeto en su primera posición, ahora debe dirigirse al centro del objeto en la segunda posición.  Como el plano de proyección siempre debe ser perpendicular a la línea de visión, debe girar junto con él y, por lo tanto, el objeto aparecerá exactamente como en la primera posición.  Ahora, incluso si el objeto no mantuviera su cara hacia el observador pero la línea de visión del observador la siguiera, el objeto aparecería girado pero aún con una distorsión de proyección mínima (siempre que el plano de proyección también estuviera girado). 
La diferencia entre las imágenes del mismo objeto producidas por la proyección en perspectiva "artificial" y por la proyección en perspectiva "natural" se denomina "distorsión de la perspectiva".  Cabe señalar que tanto la proyección "artificial" como la "natural" (la imagen vista por el ojo) acortan los objetos reales y que las líneas paralelas parecen intersecarse, por lo que esta no es la diferencia entre ellos.  La distorsión se produce por la diferencia entre la retina cóncava y el plano de proyección plano.  Si se proyectara una perspectiva artificial en un sector esférico, como en una proyección de película de 360°, la distorsión resultante se minimizaría. 
Lógicamente, se deduce que todas las fotografías tomadas con película (ahora casi en desuso) distorsionan la imagen que se ve a simple vista, entre otras razones porque la superficie de la película era plana, de acuerdo con la forma del plano de la imagen.  Las características ópticas de la lente de una cámara pueden agravar la distorsión.  Este hecho se hace evidente con una cámara estenopeica, que no tiene lente pero que produce la misma distorsión que se describe aquí. 
La diferencia de la proyección en las dos superficies diferentes consiste en que la distorsión en el dibujo (con respecto a lo que ve el ojo humano) aumenta a medida que el objeto u objetos de la vista se encuentran a una distancia mayor medida respecto a la línea de visión del observador.  De hecho, el único punto en la perspectiva con una distorsión absolutamente nula es el punto de intersección del plano de proyección con la visual perpendicular al mismo y que pasa por el punto de vista. Y así, si los objetos a representar no están colocados más o menos simétricamente a su alrededor, habrá objetos que se mantendrán innecesariamente más alejados de esta visual principal, y aparecerán en la imagen más distorsionados que en el supuesto inicial (como el objeto pivotado en la figura 2). 
Si el propósito de la perspectiva es representar una imagen lo más parecida posible a la vista real, la visual principal debe dirigirse hacia su centro.  En un dibujo en planta, la línea de visión debe corresponder con la bisectriz del ángulo que contiene las proyecciones extremas de los objetos con respecto al punto de vista.  El área en un plano o en una elevación o sección, entre el par de líneas que corresponden a los extremos de la vista y convergen en el punto de la estación se denomina ángulo visual del dibujo y su amplitud depende de la distancia desde el observador hasta los objetos.  La línea de visión siempre debe bisecar el ángulo visual del observador para minimizar la distorsión. 
En una sección o elevación longitudinal, la línea de visión también debe determinarse de la misma manera, pero generalmente se coloca horizontalmente porque esta posición permite un proceso de dibujo mucho más rápido y más fácil, manteniendo el plano de proyección en una posición vertical. 
Los puntos de fuga se manifiestan en proyección en perspectiva por la convergencia hacia una intersección aparente a una distancia infinita de líneas espacialmente paralelas, que obviamente nunca se intersecan.  Este fenómeno también se considera una realidad en la visión humana, porque es lo que registra nuestro sentido.  Consiste en una aparente reducción gradual del tamaño de los objetos a medida que se alejan del observador, hasta que ya no se pueden distinguir (entre otros efectos ópticos).  Las líneas paralelas nunca se cruzan en el mundo real, pero si están lo suficientemente extendidas, casi siempre parecen intersecarse en las proyecciones en perspectiva e invariablemente en la visión humana.  La única excepción se da cuando el plano de un objeto proyectado es paralelo al plano de proyección y, por lo tanto, sus bordes no tienen puntos de fuga. 
El horizonte se representa en una perspectiva mediante una línea que designa el límite infinito de un plano horizontal a la altura de los ojos del observador.  En una sola escena puede existir un número ilimitado de conjuntos diferentes de líneas paralelas que, por supuesto, no son necesariamente horizontales, definiendo un número ilimitado de planos y un número ilimitado acompañado de puntos de fuga (que corresponden a sus extensiones infinitas), que pueden estar en, sobre o debajo del horizonte.
Si se dispusiera de una visión bilateral para abarcar un campo de 180°, se vería que las líneas paralelas parecen intersecarse en direcciones opuestas simultáneamente, incluso si se observan desde las propias líneas, pero esta visión bilateral es imposible, tanto en la visión humana como en perspectiva.  No debe olvidarse que el ángulo visual, la línea de visión, el plano de proyección y, por lo tanto, el horizonte en una perspectiva, deben coordinarse y centrarse para minimizar la distorsión. Cuando el observador mira a otro lugar, todos deben ser modificados simultáneamente.  Como los puntos de fuga están relacionados con todo este sistema, también se reubican automáticamente. 

 Por otro lado, la distancia utilizada para calcular el tamaño de una perspectiva (escala) no se basa en la distancia real desde el espectador al objeto (en la Figura M1, el espectador es "S"), sino en la distancia perpendicular medida desde el observador hasta el plano de la imagen ("P"), junto con la línea de visión e independientemente de la ubicación del objeto único o múltiple.  El plano de proyección se puede colocar en cualquier lugar, no solo entre el objeto y el observador, sino también detrás del objeto, causando el aparente escalado del objeto.  La escala no impacta en modo alguno sobre la distorsión de la perspectiva. 

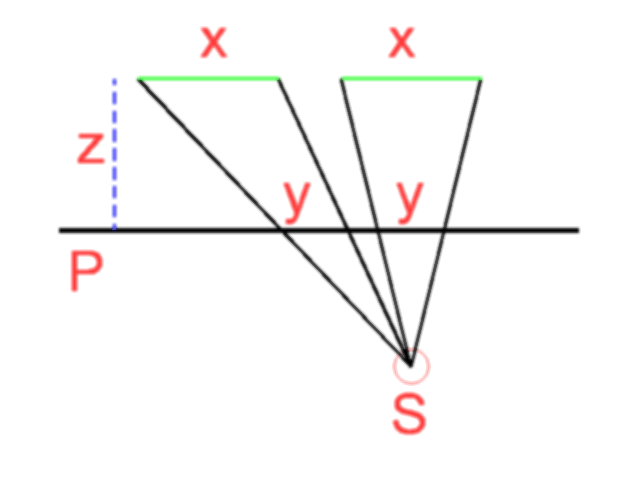
Figura M1 Aproximación de ángulo pequeño resultante de la proyección sobre una superficie plana

 La figura M1 ilustra por qué ocurre esto.  Las dos líneas, "x" tienen la misma longitud y la misma distancia, "z", alejadas del plano de la imagen, "P". Cuando las dos líneas se proyectan en el plano de la imagen hacia el espectador "S", el tamaño "y" de las líneas representadas en el plano de la imagen es idéntico,  porque ambas líneas se proyectan en un solo plano de la imagen y su distancia al observador se mide perpendicularmente.  Este es el caso, aunque está claro que la línea izquierda "x" está realmente más alejada de "S" que la línea derecha "x".  Esta distorsión se reduce porque las líneas "x" están situadas en una posición paralela con respecto al plano de proyección y, por lo tanto, no tienen un punto de fuga (es una perspectiva frontal).  Y además, como el ángulo visual cubre ambas líneas, pero la línea de visión se dirige erróneamente hacia el punto medio de la primera línea y no se obtiene dividiendo el ángulo visual (que se puede deducir por la posición del plano de proyección), la distorsión es muy exagerada. 
Un ejemplo de cómo contrastar esta distorsión, es una vista donde el observador que está mirando hacia el norte, onserva una carretera que discurre exactamente de este a oeste.  En una proyección perspectiva frontal artificial, todos los coches sobre esta carretera se dibujarán con el mismo tamaño, aunque en realidad es claro que cuanto más lejos del centro de la imagen estén, más lejos del espectador se encontrarán.  Sin embargo, esta incongruencia aparente se cancela si la perspectiva cumple tres condiciones: A) Que la línea de visión biseca el ángulo de visión, B) Que el ángulo de visión está cerca de 30° (esto se explicará más adelante) y C) Que se contempla desde el mismo punto que el utilizado para generar la perspectiva. 

## Descripción matemática
Matemáticamente, la diferencia entre la proyección perspectiva artificial (proyección en perspectiva sobre una superficie plana) y la proyección perspectiva natural (proyección en perspectiva sobre una superficie esférica) es la distorsión resultante de la diferencia en el tamaño de la proyección del mismo objeto real sobre la superficie plana del dibujo (la longitud de la cuerda del arco) y sobre la superficie cóncava de la retina (la longitud del propio arco correspondiente) en los siguientes porcentajes generales: 
| ÁNGULO VISUAL | TANGENTE DEL SEMIÁNGULO x 2 | LONGITUD DEL ARCO CIRCULAR (radio unitario) | DISTORSIÓN GLOBAL (%) |
| ------------- | --------------------------- | ------------------------------------------- | --------------------- |
| 10°           | Tan 5° x 2 = 0.175 u.       | 1/18 Π = 0.17453 rad                        | 0.27%                 |
| 20°           | Tan 10° x 2 = 0.3526 u.     | 1/9 Π = 0.34906 rad                         | 1.01%                 |
| 30°           | Tan 15° x 2 = 0.5358 u.     | 1/6 Π = 0.52359 rad                         | 2,33%                 |
| 40°           | Tan 20° x 2 = 0.728 u.      | 2/9 Π = 0.69812 rad                         | 4.28%                 |
| 50°           | Tan 25° x 2 = 0.9326 u.     | 5/18 Π = 0.87265 rad                        | 6.87%                 |
| 60°           | Tan 30° x 2 = 1.1548 u.     | 1/3 Π = 1.04718 rad                         | 10.28%                |
| 70°           | Tan 35° x 2 = 1.4004 u.     | 7/18 Π = 1.22171 rad                        | 14.62%                |
| 80°           | Tan 40° x 2 = 1.6782 u.     | 4/9 Π = 1.39624 rad                         | 20.19%                |
| 90°           | Tan 45° x 2 = 2 u.          | 1/2 Π = 1.57077 rad                         | 27.32%                |

Utilizando una fórmula trigonométrica para determinar la dimensión de la cara opuesta a un ángulo agudo en un triángulo rectángulo (tan A), suponiendo que la visual adyacente (que es la línea de visión) es unitaria (1 x tan A) y se duplica (porque la línea de visión es la bisectriz del ángulo visual: 1 x tan A x 2), es posible calcular la dimensión de una vista proyectada sobre una superficie plana para un determinado ángulo visual. 
Como la longitud del arco circular que delimita un sector circular de ¼ de círculo (90 grados) es equivalente a Π/2 radianes multiplicado por el radio, si el radio es, como en la primera fórmula, unitario, el desarrollo de un arco circular de 90 grados en una superficie cóncava también mide una longitud de Π/2 radianes (1.57077 unidades). Para obtener fracciones de este arco circular, es posible multiplicar Π/2 radianes por la fracción deseada. Otra forma de lograr este resultado es multiplicar la constante 0.017453 (o Π/180 o  2Π/360) por el radio (en este caso 1) y por el ángulo visual. 
El cociente de dividir la dimensión de un objeto proyectado en una superficie plana, entre la que posee proyectada en una superficie cóncava, evidencia la diferencia entre ambas y el consiguiente porcentaje global de distorsión. 
La distorsión no es uniforme en todo el campo de visión.  Aumenta acumulativamente hacia los lados, y la distorsión local máxima se produce precisamente en los extremos de la vista. A medida que la magnitud de la proyección de una línea en un plano aumenta o disminuye en proporción directa a su distancia a la visual del punto de vista, la diferencia de longitud entre la cuerda y el arco circular correspondiente da como resultado una distorsión máxima. 
| ÁNGULO VISUAL | TANGENTE DEL SEMIÁNGULO | HIPOTENUSA (cateto adyacente unitario) MENOS RADIO (unitario) | DISTORSIÓN PUNTUAL MÁXIMA (%) |
| ------------- | ----------------------- | ------------------------------------------------------------- | ----------------------------- |
| 10°           | Tan 5° = 0.0875 u.      | 0.00382                                                       | 0.38%                         |
| 20°           | Tan 10° = 0.1763 u.     | 0.01495                                                       | 1,54%                         |
| 30°           | Tan 15° = 0.2679 u.     | 0.03526                                                       | 3.53%                         |
| 40°           | Tan 20° = 0,364 u.      | 0.06418                                                       | 6.42%                         |
| 50°           | Tan 25° = 0.4663 u.     | 0.10337                                                       | 10.34%                        |
| 60°           | Tan 30° = 0.5774 u.     | 0.15472                                                       | 15.47%                        |
| 70°           | Tan 35° = 0.7002 u.     | 0.22077                                                       | 22.08%                        |
| 80°           | Tan 40° = 0,8391 u.     | 0.3054                                                        | 30.54%                        |
| 90°           | Tan 45° = 1 u.          | 0.41421                                                       | 41.42%                        |

Es importante hacer notar que un cambio del 10% en la dimensión de un objeto es claramente perceptible a simple vista, ya que es la distorsión general con un ángulo visual de 60° o la distorsión puntual máxima con un ángulo visual de 50°.  Para evitar esta distorsión excesiva, el ángulo visual del observador debe estar siempre por debajo de 40°, y cuanto más cerca esté de 30°, mejor.